# Box of Fire
Box of Fire är en samlingsbox av Aerosmith som släpptes den 24 december 1994.

## Låtlista
Alla låtar är skrivna av Joe Perry och Steven Tyler om inget annat namn anges.

### Skiva 1 (Aerosmith)
1. "Make It" (Steven Tyler) - 3:38
2. "Somebody" (Steven Emspack/Steven Tyler) - 3:45
3. "Dream On" (Steven Tyler) - 4:27
4. "On Way Street" (Steven Tyler) - 7:00
5. "Mama Kin" (Steven Tyler) - 4:27
6. "Write Me" (Steven Tyler) - 4:10
7. "Movin' Out" - 5:02
8. "Walking the Dog" (Rufus Thomas) - 3:12

### Skiva 2 (Get Your Wings)
1. "Same Old Song and Dance" - 3:53
2. "Lord of the Things" (Steven Tyler) - 4:14
3. "Spaced" - 4:22
4. "Woman of the World" (Darren Solomon/Steven Tyler) - 5:48
5. "S.O.S. (Too Bad)" (Steven Tyler) - 2:51
6. "Train Kept A-Rollin'" (Tiny Bradshaw/Howard Kay/Lois Mann) - 5:33
7. "Seasons of Whiter" (Steven Tyler) - 5:39
8. "Pandora's Box" (Joey Kramer/Steven Tyler) - 5:44

### Skiva 3 (Toys in the Attic)
1. "Toys in the Attic" - 3:05
2. "Uncle Salty" (Tom Hamilton/Steven Tyler) - 4:10
3. "Adam's Apple" (Steven Tyler) - 4:34
4. "Walk This Way" - 3:40
5. "Big Ten Inch Recored" (Fred Weismantel) - 2:16
6. "Sweet Emotion" (Tom Hamilton/Steven Tyler) - 4:34
7. "No More No More" - 4:34
8. "Rouand and Round" (Steven Tyler/Brad Whitford) - 5:03
9. "You See Me Crying" (Darren Solomon/Steven Tyler) - 5:12

### Skiva 4 (Rocks)
1. "Back in the Saddle" - 4:39
2. "Last Child" (Steven Tyler/Brad Whitford) - 3:27
3. "Rats in the Cellar" - 4:06
4. "Combination" (Joe Perry) - 3:39
5. "Sick as a Dog" (Tom Hamilton/Steven Tyler) - 4:12
6. "Nobody's Fault" (Steven Tyler/Brad Whitford) - 4:25
7. "Get the Lead Out" - 3:42
8. "Lick and a Promise" - 3:05
9. "Home Tonight" - 3:16

### Skiva 5 (Draw the Line)
1. "Draw the Line" - 3:23
2. "I Wanna Know Why" - 3:09
3. "Critical Mass" (Jack Douglas/Tom Hamilton/Steven Tyler) - 4:53
4. "Get It Up" - 4:02
5. "Bright Light Fright" (Joe Perry) - 2:19
6. "Kings and Queens" (Jack Douglas/Tom Hamilton/Joey Kramer/Steven Tyler/Brad Whitford) - 4:55
7. "The Hand That Feeds" (Jack Douglas/Tom Hamilton/Joey Kramer/Steven Tyler/Brad Whitford) - 4:23
8. "Sight for Sore Eyes" (Jack Douglas/David Johansen/Joe Perry/Steven Tyler) - 3:56
9. "Milk Cow Blues" (Kokomo Arnold) - 4:14

### Skiva 6 (Live! Bootleg)
1. "Back in the Saddle" - 4:25
2. "Sweet Emotion" (Tom Hamilton/Steven Tyler) - 4:42
3. "Lord of the Things" (Steven Tyler) - 7:18
4. "Toys in the Attic" - 2:45
5. "Last Child" (Steven Tyler/Brad Whitford) - 3:14
6. "Come Together" (John Lennon/McCartney) - 4:51
7. "Walk This Way" - 3:46
8. "Sick as a Dog" (Tom Hamilton/Steven Tyler) - 4:42
9. "Dream On" (Steven Tyler) - 4:31
10. "Chip Away the Stone" (Richie Supa) - 4:42
11. "Sight for Sore Eyes" (Jack Douglas/David Johansen/Joe Perry/Steven Tyler) - 3:18
12. "Mama Kin" (Steven Tyler) - 3:43
13. "S.O.S. (Too Bad)" (Steven Tyler) - 2:46
14. "I Aint Got You" (Calvin Carter) - 3:57
15. "Mother Popcorn/Draw the Line" (James Brown/Pee Wee Ellis)/(Joe Perry/Steven Tyler) - 11:35
16. "Train Kept A-Rollin'/Strangest in the Night" (Tiny Bradshaw/Howard Kay/Lois Mann)/Bert Kaemfert/Charlie Singelton/Eddie Snyder) - 4:51

### Skiva 7 (Night in the Ruts)
1. "No Surprize" - 4:25
2. "Chiquita" - 4:24
3. "Remember (Walking in the Sand)" (Shawdon Morton) - 4:05
4. "Cheese Cake" - 4:15
5. "Three Mile Smile" - 3:42
6. "Reefer Head Woman" (J. Bennett/Jazz Gillum/Lester Melrose) - 4:02
7. "Bone to Bone (Coney Island White Fish Boy)" - 2:59
8. "Think About It" (Jim McCarty/Jimmy Page/Keith Relf) - 3:35
9. "Mia" (Steven Tyler) - 4:14

### Skiva 8 (Greatest Hits)
1. "Dream On" (Steven Tyler) - 4:28
2. "Same Old Song and Dance" - 3:01
3. "Sweet Emotion (Tom Hamilton/Steven Tyler) - 3:12
4. "Walk This Way" - 3:31
5. "Last Child" (Steven Tyler/Brad Whitford) - 3:27
6. "Back in the Saddle" - 4:38
7. "Draw the Line" - 3:21
8. "Kings and Queens" (Jack Douglas/Tom Hamilton/Joey Kramer/Steven Tyler/Brad Whitford) - 3:47
9. "Come Together" (John Lennon/Paul McCartney) - 3:45
10. "Remember (Walking in the Sand)" (Shawdon Morton) - 4:05

### Skiva 9 (Rock in a Hard Place)
1. "Jailbait" (Jimmy Crespo/Steven Tyler) - 4:38
2. "Lightning Strikes" (Richie Supa) - 4:26
3. "Bitch's Brew" (Jimmy Crespo/Steven Tyler) - 4:14
4. "Bolivian Ragamuffin" (Jimmy Crespo/Steven Tyler) - 3:32
5. "Cry Me a River" (Arthur Hamilton) - 4:06
6. "Prelude to Joanie" (Steven Tyler) - 1:21
7. "Joaine's Butterfly" (Jimmy Crespo/Jack Douglas/Steven Tyler) - 5:35
8. "Rock in a Hard Place (Cheshire Cat)" (Jimmy Crespo/Jack Douglas/Steven Tyler) - 4:46
9. "Jig Is Up" (Jimmy Crespo/Steven Tyler) - 3:10
10. "Push Comes To Shove" (Steven Tyler) - 4:28

### Skiva 10 (Classic Live! Vol I)
1. "Train Kept A-Rollin' (Tiny Bradshaw/Howard Kay/Lois Mann) - 3:20
2. "Kings and Queens" (Jack Douglas/Tom Hamilton/Joey Kramer/Steven Tyler/Brad Whitford) - 4:46
3. "Sweet Emotion" (Tom Hamilton/Steven Tyler) - 5:14
4. "Dream On" (Steven Tyler) - 4:50
5. "Mama Kin" (Steven Tyler) - 3:41
6. "Three Mile Smile/Reefer Head Woman" (Joe Perry/Steven Tyler)/(J. Bennet/Jazz Gilum/Lester Melrose) - 4:54
7. "Lord of Things" (Steven Tyler) - 7:05
8. "Major Barbara" (Steven Tyler) - 4:03

### Skiva 11 (Classic Live! Vol II)
1. "Back in the Saddle" - 4:38
2. "Walk This Way" - 4:22
3. "Movin' Out" - 5:44
4. "Draw the Line" - 4:47
5. "Same Old Song and Dance" - 5:45
6. "Last Child" (Steven Tyler/Brad Whitford) - 3:43
7. "Let the Music Do the Talking" (Joe Perry) - 5:44
8. "Toys in the Attic" - 4:04

### Skiva 12 (Gems)
1. "Rats in the Cellar" - 4:06
2. "Lick And A Promise" - 3:05
3. "Chip Away The Stone" (Richie Supa) - 4:01
4. "No Surprize" - 4:26
5. "Mama Kin" (Steven Tyler) - 4:27
6. "Adam's Apple" (Steven Tyler) - 4:34
7. "Nobody's Fault" (Steven Tyler/Brad Whitford) - 4:18
8. "Round and Round" (Steven Tyler/Brad Whitford) - 5:03
9. "Critical Mass" (Jack Douglas/Tom Hamilton/Steven Tyler) - 4:52
10. "Lord of the Things" (Steven Tyler) - 4:14
11. "Jailbait" (Jimmy Crespo/Steven Tyler) - 4:39
12. "Train Kept A-Rollin' (Tiny Bradshaw/Howard Kay/Lois Mann) - 5:41

### Skiva 13 (Box of Fire Bonusspår)
1. "Sweet Emotion" - 4:39
2. "Rockin' Pneumonia & the Boogie Woogie Flu" - 2:56
3. "Subway" - 3:31
4. "Circle Jerk" - 3:42
5. "Dream On" - 5:43